# Hans vanskeligste Rolle
Hans vanskeligste Rolle er en dansk stumfilm fra 1913, der er instrueret af August Blom.

## Handling
Denne artikel mangler et handlingsreferat. Hjælp os med at skrive det.

## Medvirkende
- Else Frölich - Komtesse Linda
- Ferdinand Bonn - Kurt Barner, skuespiller
- Robert Dinesen - Grev von Pfalz
- Henny Lauritzen - Grevinde Bernburg, komtesses mor
- Anton Gambetta Salmson - Grev Bernburg, komtessens far
- Alma Hinding
- Frederik Buch
- Frederik Jacobsen
- Axel Boesen
- Agnes Lorentzen
- Ingeborg Olsen
- Zanny Petersen